# Yang Lina
Yang Lina (xinès simplificat: 杨莉娜, pinyin: Yáng Lìnà; Shanghai, 13 d'abril de 1994) és una futbolista professional xinesa que juga com a migcampista al club de la Lliga F Levante Las Planas, cedida pel club de la Superliga femenina xinesa Shanghai Shengli, i és internacional per la selecció de la Xina.

## Carrera
El 13 de setembre de 2022, Yang va fitxar pel club francés Paris Saint-Germain amb un contracte de cessió. Va arribar només un mes després que Li Mengwen es convertira en jugadora de l'equip.
A l'hivern va deixar el PSG per incorporar-se al Levante Las Planas. Lina va debutar amb el seu nou club el 4 de febrer de 2023. El Levante Las Planas va empatar 0-0 amb l'Alhama en un partit de Lliga F. Es va convertir en una titular habitual de l'equip.

## Carrera internacional
Yang va debutar amb la selecció de la Xina el 17 d'agost de 2018 en una victòria per 7-0 als Jocs Asiàtics contra Hong Kong. El 6 d'octubre de 2018, va marcar el seu primer gol en una victòria a un partit amistós per 2-1 contra Finlàndia. El juliol de 2021, va ser nomenada a la plantilla dels Jocs Olímpics de 2020.
El gener de 2022, Yang va ser convocada a la selecció per a la Copa d'Àsia femenina de l'AFC 2022. Va jugar quatre partits al torneig on la Xina va guanyar el seu nové títol continental.